# 多伊彻纪念奖
多伊彻纪念奖，全称“艾萨克·多伊彻与塔马拉·多伊彻纪念奖（ 英文：Isaac and Tamara Deutscher Memorial Prize）创立于1969年，是为了纪念著名托洛茨基和苏联事务学者艾萨克·多伊彻和他的妻子塔马拉·多莱彻设立的，每年颁发给“最佳的和最有创新性的的马克思主义论述著作”。奖金为250英镑，获奖者要在次年的11月底作一次艾萨克·多伊彻纪念讲座。

## 获奖者名录
- 2007年 里克·库恩,因亨利克·格罗斯曼传记获奖。
- 1999年 弗朗西斯·韦伊恩，因卡尔·马克思传记获奖。
- 1995年 艾瑞克·霍布斯鲍姆，因《极端的年代》获奖。

## 资料来源
- 多伊彻纪念奖网页（页面存档备份，存于）